# 都城市立麓小学校
都城市立麓小学校（みやこのじょうしりつ ふもとしょうがっこう）は、宮崎県都城市山之口町山之口にある公立の小学校。

## 概要
歴史
1923年（大正12年）に「山之口尋常高等小学校 山之口分教場」として創立。1953年（昭和28年）に独立。現校名となったのは2006年（平成18年）。独立した1953年（昭和28年）を創立年としており、2023年（令和5年）に創立70周年を迎えた。
校章
「小」の文字を背景にして、中央に校名の「麓」の文字を配している。
校歌
1958年（昭和33年）に独立5周年を記念して制定。作詞は長嶺宏、作曲は海老原直による。歌詞は3番まであり、各番の歌詞中に校名の「麓」が登場する。
通学区域
都城市山之口町のうち、「山之口地区（青井岳地区を除く）」。
中学校区は都城市立山之口中学校。

## 沿革
- 1923年（大正12年）4月 - 「山之口尋常高等小学校 山之口分教場」が設置される。
- 1941年（昭和16年）4月1日 - 国民学校令施行により、「山之口村山之口国民学校 山之口分教場」に改称。尋常科を初等科に改める。
- 1947年（昭和22年）4月1日 - 学制改革（六・三制の実施）により、新制小学校「山之口村立山之口小学校 山之口分教場」に改組・改称。
- 1953年（昭和28年）4月1日 - 「山之口村立麓小学校」として独立。
- 1958年（昭和33年）2月 - 独立5周年を記念して、校歌を制定。
- 1962年（昭和37年）2月 - 学校給食を開始。
- 1963年（昭和38年）10月 - 独立10周年を記念して、校旗を制定。
- 1964年（昭和39年）11月3日 - 町制施行により、「山之口町立麓小学校」に改称。
- 1967年（昭和42年）2月 - 体育館が完成。
- 1968年（昭和43年）8月 - プールが完成。
- 1975年（昭和50年）3月 - 学校給食センター方式による給食の開始。
- 1979年（昭和54年）3月 - 木造校舎の改築により、鉄筋コンクリート造2階建の新校舎が完成。
- 1982年（昭和57年）7月 - 校門を新設。
- 1983年（昭和58年）1月 - 特別教室が完成。
- 1986年（昭和61年）2月 - 裏門の門柱が完成。
- 1994年（平成6年）3月 - 新体育館が完成。
- 2002年（平成14年）10月 - 創立50周年記念式典を挙行。50周年を記念して正門が完成。
- 2006年（平成18年）1月1日 - 都城市との合併により、「都城市立麓小学校」（現校名）に改称。
- 2007年（平成19年）10月 - 麓地域・麓小合同運動会を開催。
- 2013年（平成25年）3月 - 新プールが完成。
- 2017年（平成29年）1月 - 学校正門を改修。

## 交通アクセス
最寄りの鉄道駅
- JR九州 日豊本線 「山之口駅」

最寄りのバス停留所
- 宮崎交通バス（宮交バス）「麓」停留所

最寄りの幹線道路
- 国道269号・宮崎県道422号有水山之口停車場線（青井岳渓谷ライン）
- 宮崎自動車道（高速道路）「山之口スマートIC」

## 周辺
- 麓武家屋敷道
- 山之口麓文弥節人形浄瑠璃資料館（人形の館）
- 山之口麓ふれあい公園
- 山之口城跡